# Lizandro Ajcú
Lizandro Roberto Ajcú Vélasquez (né le 25 juin 1982) est un coureur cycliste guatémaltèque. Vainqueur du Tour du Guatemala en 2004, il a été testé positif à l'EPO durant cette épreuve, déclassé et suspendu deux ans.

## Palmarès
- 2004
  - Vuelta de la Juventud Guatemala
  - 3e du championnat du Guatemala sur route
- 2008
  - 5e étape du Tour du Belize
- 2010
  - 10e étape du Tour du Guatemala[3]
- 2012
  - 2e du championnat du Guatemala du contre-la-montre

## Classements mondiaux
| Année            | 2008 | 2009 | 2010 | 2011 |
| ---------------- | ---- | ---- | ---- | ---- |
| UCI America Tour | 117e | 245e |      | 274e |